# Cariblatta guadeloupensis
Cariblatta guadeloupensis es una especie de cucaracha del género Cariblatta, familia Ectobiidae.

## Distribución
Esta especie se encuentra en islas Guadalupe.